# کولپورافی
کولپورافی یا بازسازی واژن (به انگلیسی: Colporrhaphy) یک روند جراحی است که طی آن یکی از نقص‌ها در دیوارهٔ مهبل ترمیم می‌شود. این عمل جراحی برای هر دو مورد فتق مثانه‌ای و رکتوسل به کار می‌رود.
بر اساس نتایج یک بررسی پژوهشی، مشکلات جنسی بیمارانی که تحت عمل زهراه‌دوزی قرار گرفته‌اند بهبود یافته‌ است اما رضایتمندی جنسی بعد از جراحی تغییری نداشته‌است.